# الجامعة الأمريكية في الإمارات
الجامعة الأمريكية في الإمارات، هي جامعة خاصة معروفة أيضًا باسم AUE، تقع في مدينة دبي الأكاديمية العالمية في الإمارات العربية المتحدة . تأسست الجامعة عام 2006. وهي جامعة معتمدة من قبل وزارة التعليم العالي والبحث العلمي في دولة الإمارات العربية المتحدة ومرخصة من قبل لجنة الاعتماد الأكاديمي الأمريكي لتقديم العديد من برامج البكالوريوس والدراسات العليا و الدكتوراه حيث يمكن للطلاب الحصول على درجة البكالوريوس والماجستير و الدكتوراه من خلال الدراسة فيها.

## المباني والمرافق

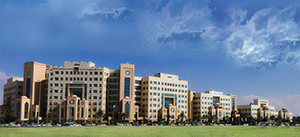
تاريخ AUE

تقع الجامعة في بلوك 6 و 7 في مدينة دبي الأكاديمية العالمية.

### الكليات
هناك سبع كليات تقدم درجتي البكالوريوس والماجستير:
1. كلية إدارة الأعمال[3]
2. كلية الإعلام والاتصال الجماهيري[4]
3. كلية الأمن والدراسات العالمية[5]
4. كلية الحاسوب وتكنولوجيا المعلومات[6]
5. كلية التصميم[7]
6. كلية القانون[8]
7. كلية التربية[9]

### المؤسسات والمراكز
إلى جانب الكليات الأساسية تقدم الجامعة عددًا من دورات اللغة وبرامج التدريب المهني، الأخرى من خلال معاهدها ومراكزها الخمسة لتلبية احتياجات الدولة والمنطقة:
- معهد تعليم اللغة
- معهد التدريب والتعليم المستمر
- مركز حاضنة التكنولوجيا
- مركز التوجيه والإرشاد
- مركز تكنولوجيا التعليم

## البرامج الأكاديمية
تقدم الجامعة برامج أكاديمية على مستوى البكالوريوس والدراسات العليا. بالإضافة إلى ذلك، تقدم الجامعة دورات في اللغة النجليزية وغيرها من برامج التدريب المهني لعالم الأعمال.

### برامج البكالوريوس
تقدم لجامعة الأمريكية في الإمارات برامج البكالوريوس من خلال سبع كليات التالية. تقدم كلية التربية خدمات أكاديمية لجميع الكليات الأخرى من خلال تقديم دورات التعليم العام.
| الكليات                           | البرامج الاكاديمية                            | التخصصات |
| --------------------------------- | --------------------------------------------- | --- |
| كلية التربية                      | بكالوريوس تربية                               | - علم النفس التربوي والإرشاد - تكنولوجيا التعليم - الإدارة التربوية والإشراف |
| كلية إدارة الأعمال                | بكالوريوس في إدارة الأعمال                    | - الخدمات اللوجستية وإدارة سلسلة التوريد - إدارة المستشفيات والرعاية الصحية - التأمين وإدارة المخاطر - إدارة الموارد البشرية - التجارة الإلكترونية والتسويق - ادارة اعمال - محاسبة - المالية |
| كلية الإعلام والاتصال             | بكالوريوس الإعلام والاتصال الجماهيري          | - علاقات دولية - علاقات عامة - راديو وتلفزيون - الاتصال التسويقي المتكامل |
| كلية الإعلام والاتصال             | بكالوريوس في العلاقات العامة (عربي)           | |
| كلية الحاسوب وتكنولوجيا المعلومات | بكالوريوس العلوم في علوم الكمبيوتر            | - أمن الشبكة - الطب الشرعي الرقمي |
| كلية الحاسوب وتكنولوجيا المعلومات | بكالوريوس العلوم في إدارة تقنية المعلومات     | |
| كلية التصميم                      | بكالوريوس العلوم في التصميم                   | - تصميم داخلي - تصميم الأزياء - التصميم الجرافيكي - الرسوم المتحركة الرقمية |
| كلية الحقوق                       | بكالوريوس قانون                               | بكالوريوس قانون |
| كلية الأمن والدراسات العالمية     | ليسانس الآداب في الأمن والدراسات الاستراتيجية | - اتصالات إدارة الأزمات - إدارة الكوارث - إدارة الطوارئ - إدارة المخاطر |

### برامج الدراسات العليا
تقدم الجامعة أربعة برامج لدرجة الماجستير بالإضافة إلى برامج البكالوريوس المذكورة أعلاه،:
| الكليات                            | البرامج الاكاديمية                               |
| ---------------------------------- | ------------------------------------------------ |
| كلية إدارة الأعمال                 | ماجستير في إدارة الأعمال                         |
| كلية إدارة الأعمال                 | ماجستير في الإدارة الرياضية                      |
| كلية تكنولوجيا المعلومات الحاسوبية | ماجستير إدارة المعرفة                            |
| كلية الدراسات الأمنية والدولية     | الماجستير في الدراسات الأمنية وتحليل المعلومات   |
| كلية الدراسات الأمنية والدولية     | ماجستير آداب في الدبلوماسية                      |
| كلية الدراسات الأمنية والدولية     | ماجستير الآداب في الدراسات الأمنية والاستراتيجية |
| كلية الحقوق                        | ماجستير مهني في قانون الرياضة                    |
| كلية الحقوق                        | ماجستير في التحكيم                               |
| كلية الحقوق                        | الماجستير في العلوم الجنائية                     |
| كلية الحقوق                        | الماجستير في الملكية الفكرية                     |

## الانتماءات والصلات
شركاء أكاديميون
| جامعة فيلانوفا            | جامعة كونيتيكت            | جامعة ماريماونت      | كلية إدارة الأعمال للاتصالات             |
| مدرسة الإدارة في نورماندي | جامعة الإسراء             | جامعة جورج ميسون     | جامعة فيرجينيا                           |
| جامعة ستيتسون             | جامعة ولاية نورث كارولينا | جامعة ولاية كانساس   | جامعة ماري لاند                          |
| جامعة ولاية تكساس         | جامعة شمال تكساس          | جامعة مونتانا        | مدرسة الدراسات العليا الأمريكية في باريس |
| قادر لديها جامعة          | جامعة اسطنبول أيدين       | جامعة سليمان ديميريل |                                          |

شركاء آخرين
| تلفزيون صناع القرار | شركة دبي للإعلام (DMI)      | أكاديمية أوراكل | أكاديمية سيسكو للشبكات |
| أمديست لتوفل        | أكاديمية فينيكس شرق للطيران |                 |                        |

## الحياة الطلابية
يبدأ دور إدارة شؤون الطلاب في الجامعة من وقت التحاق الطالب بالجامعة حتى التخرج، ويستمر حتى بعد ذلك من خلال مكتب الخريجين، من خلال تشجيع مشاركة مجموعة الخريجين.

## وصلات خارجية
- الموقع الرسمي